# Torneig d'escacs de Reggio Emilia
El Torneig de Reggio Emilia és un torneig d'escacs que es juga anualment a Reggio Emilia, Itàlia. En italià el torneig és anomenat Torneo di Capodanno (torneig de cap d'any), ja que tradicionalment comença just després de nadal i acaba el dia de l'Epifania (el 6 de gener). Fou el GM Enrico Paoli qui el va establir com a esdeveniment anual, el 1958.
El 1982/83 el torneig va incrementar la seva esponsorització, i en els 1990 va començar a incrementar significativament la seva reputació internacional, arribant al màxim a l'edició de 1991/1992, que fou el primer torneig de Categoria XVIII mai disputat; el va guanyar Viswanathan Anand (que en aquell moment tenia 22 anys), per davant de Garri Kaspàrov, Anatoli Kàrpov i Vassil Ivantxuk.
En qualsevol cas, es tracta del més antic torneig d'escacs italià, i del de més anomenada. Normalment es juga per sistema lliga, entre un nombre de jugadors variable de 10 a 16..

## Taula de guanyadors
| #  | Any     | Guanyador           | País            |
| -- | ------- | ------------------- | --------------- |
|    | 1947    | Esteban Canal       | Perú            |
| -  | 1951    | Moshe Czerniak      | Israel          |
| 1  | 1958-59 | Otto Marthaler      | Suïssa          |
| 2  | 1959-60 | Cveto Trampuz       | Eslovènia       |
| 3  | 1960-61 | Péter Dely          | Hongria         |
| 4  | 1961-62 | Alberto Giustolisi  | Itàlia          |
| 5  | 1962-63 | Győző Forintos      | Hongria         |
| 6  | 1963-64 | Rudolf Teschner     | Alemanya        |
| 7  | 1964-65 | Mario Bertok        | Croàcia         |
| 8  | 1965-66 | Bruno Parma         | Eslovènia       |
| 9  | 1966-67 | Victor Ciocâltea    | Romania         |
| 10 | 1967-68 | Milan Matulović     | Iugoslàvia      |
| 11 | 1968-69 | Ladislav Mista      | Txèquia         |
| 12 | 1969-70 | Sergio Mariotti     | Itàlia          |
| 13 | 1970-71 | Bruno Parma         | Eslovènia       |
| 14 | 1971-72 | Andrew Soltis       | Estats Units    |
| 15 | 1972-73 | Levente Lengyel     | Hongria         |
| 16 | 1973-74 | Luben Popov         | Bulgària        |
| 17 | 1974-75 | Orestes Rodríguez   | Perú            |
| 18 | 1975-76 | Ludek Pachman       | Alemanya        |
| 19 | 1976-77 | Gennadi Kuzmin      | Rússia          |
| 20 | 1977-78 | László M. Kovács    | Hongria         |
| 21 | 1978-79 | Ralf Hess           | Alemanya        |
| 22 | 1979-80 | Alexander Kochyev   | Rússia          |
| 23 | 1980-81 | Nils Renman         | Suècia          |
| 24 | 1981-82 | Arne Duer           | Àustria         |
| 25 | 1982-83 | Nona Gaprindaixvili | Unió Soviètica  |
| 26 | 1983-84 | Karel Mokry         | Txecoslovàquia  |
| 27 | 1984-85 | Lajos Portisch      | Hongria         |
| 28 | 1985-86 | Ulf Andersson       | Suècia          |
| 29 | 1986-87 | Zoltán Ribli        | Hongria         |
| 30 | 1987-88 | Vladimir Tukmakov   | Unió Soviètica  |
| 31 | 1988-89 | Mikhaïl Gurévitx    | Unió Soviètica  |
| 32 | 1989-90 | Jaan Ehlvest        | Unió Soviètica  |
| 33 | 1990-91 | Anatoli Kàrpov      | Unió Soviètica  |
| 34 | 1991-92 | Viswanathan Anand   | Índia           |
| 35 | 1992-93 | Rafael Vaganian     | Armènia         |
| 36 | 1993-94 | Lajos Portisch      | Hongria         |
| 37 | 1994-95 | Rafael Vaganian     | Armènia         |
| 38 | 1995-96 | Yuri Razuvayev      | Rússia          |
| 39 | 1996-97 | Michał Krasenkow    | Polònia         |
| 40 | 1997-98 | Dimitri Komarov     | Ucraïna         |
| 41 | 1998-99 | Evgeniy Solozhenkin | Rússia          |
| 42 | 1999-00 | Leonid Yudasin      | Israel          |
| 43 | 2000-01 | Oleg Romànixin      | Ucraïna         |
| 44 | 2001-02 | Vladimir Georgiev   | Bulgària        |
| 45 | 2002-03 | Jean-Luc Chabanon   | França          |
| 46 | 2003-04 | Igor Miladinović    | Grècia          |
| 47 | 2004-05 | Aleksandr Dèltxev   | Bulgària        |
| 48 | 2005-06 | Konstantin Landa    | Rússia          |
| 49 | 2006-07 | Viorel Iordachescu  | Moldàvia        |
| 50 | 2007-08 | Zoltan Almasi       | Hongria         |
| 51 | 2008-09 | Ni Hua              | R.P. de la Xina |
| 52 | 2009-10 | Gata Kamsky         | Estats Units    |
| 53 | 2010-11 | Vugar Gaixímov[2]   | Azerbaidjan     |
| 54 | 2011-12 | Anish Giri[3]       | Països Baixos   |